# Abbaye de Sibculo
L'abbaye de Sibculo, appelée Galilea Major, a été fondée en 1403 par des membres de la Devotio moderna. Il appartenait à l'Ordre cistercien. Les vestiges de ce monastère sont encore présents dans le village de Sibculo dans la municipalité d'Hardenberg.

## Fondation
Après la Bataille de Ane en 1227, une des requêtes du diocèse d'Utrecht commandait qu'à l'endroit où l'évêque Otto fut tué, en geste de réconciliation, un monastère devait être fondé pour accueillir 35 nonnes.
Cependant, cet endroit se révéla trop marécageux pour cette réalisation et, en 1253, Zybbekeloe fut mentionné comme un meilleur endroit pour cette fondation. Mais il fallut attendre 1403 avant qu'un groupe de religieux, des hommes dévots menés par un prêtre de la Hesse, Johan Clemme, parvinrent à trouver leur chemin à travers le marais et commencèrent à construire dans des conditions très difficiles sur la rive de sable, dans la tourbière, un abri temporaire.
La chapelle fut inaugurée en 1406, et la communauté rejoignit l'Ordre des Cisterciens en 1412. Cet ordre fonda de nombreux monastères sur des sites éloignés et avait une certaine expérience dans les travaux d'excavation. Ce savoir pouvait être profitable à la prospérité du monastère.

## Développement
Le monastère se développe, amenant une nouvelle inspiration à l'ordre monastique mais ayant un rôle économique important. Sous la direction du prieur Gerlachus van Kranenborg, l'église fut achevée et le monastère acquit de nombreuses possessions.
En 1480, l'abbaye acquiert 51 yards, trois d'entre eux furent conservés sous la responsabilité de frères lais, le reste fut loué. A cette époque le monastère hébergeait 80 moines et 110 frères lais. Le monastère dirigeait la Colligation de Sibculo (ou Colligatio Sibculoensis), qui s'étendit dans l'ordre cistercien en une communauté de 20 monastères à travers les Pays-Bas, l'Allemagne et la Belgique.

## Guerre et réforme
Le XVIe siècle fut une période de trouble et d'incertitude, défavorable à l'économie. Par exemple, le monastère fut pillé plusieurs fois d'affilée pendant les Guerres de Gueldre (nl) et un incendie fut la cause de dommages importants en 1523.
Quand la religion protestante fut introduite en Overijssel en 1579, tous les monastères furent dissous et leurs biens confisqués par le gouvernement. Les bâtiments de la Groot Galilea tombèrent en ruine ; le matériel qui les constituait, comme les briques, fut vendu ou emporté.

## Archéologie
Les terres du monastère restèrent sans destination pendant des centaines d'années, proie des éléments. En 1928, la terre fut achetée par un fabricant textile, Ludwig van Heek, qui commença à explorer les ruines des bâtiments avec quelques enthousiastes. Mais lorsqu'un tiers de l'ensemble fut répertorié, Van Heek décéda.
Comme rien de plus ne fut entrepris, beaucoup des vestiges du monastère initial restent encore présents sous la surface du sol.
Lorsque le sept cent cinquantième anniversaire de Sibculo fut célébré en 2003, l'intérêt pour l'histoire du monastère était toujours intact. Une fondation fut mise en place pour sécuriser les ruines du monastère et les rendre visibles au public. Une partie du site fut qualifiée et enregistrée comme zone archéologique de valeur, intégrant le canal qui entourait le site et qui est encore clairement reconnaissable.

## Sources
- (nl) G. van Haaff, Groot Galilea à Zybbekeloe, Seinen, De Krim-Hardenberg, 1977
- (nl) Rudolf van Dijk, Mariska Vonk, Ton Hendrikman e.a., Moderne Devoten in monnikspij, IJsselacademie-Kampen; Titus Brandsma Instituut-Nijmegen, 2007.